# PlayTape

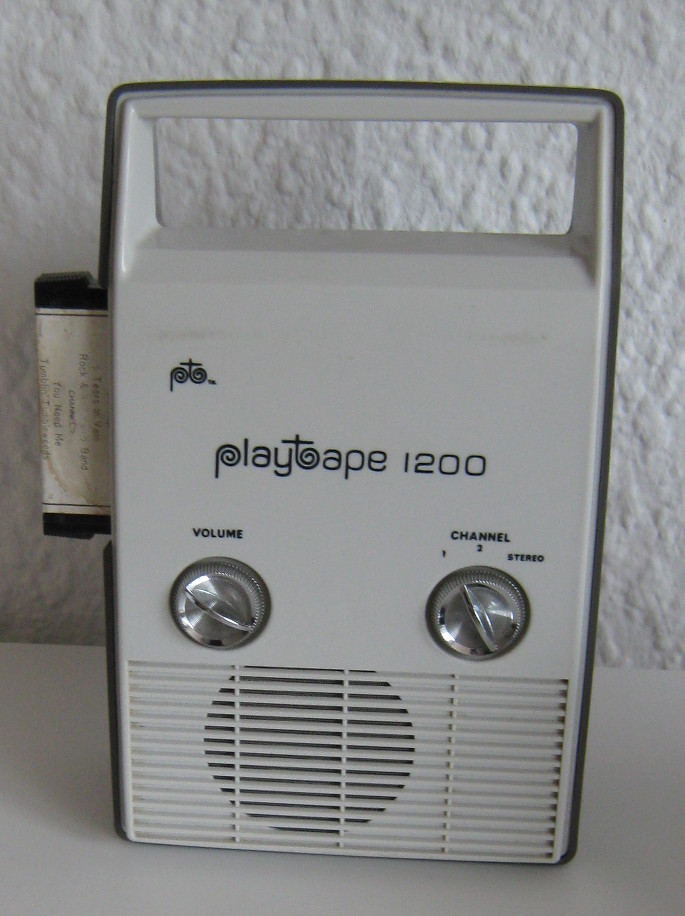
PlayTape 1200 Player mit eingesteckter Cartridge

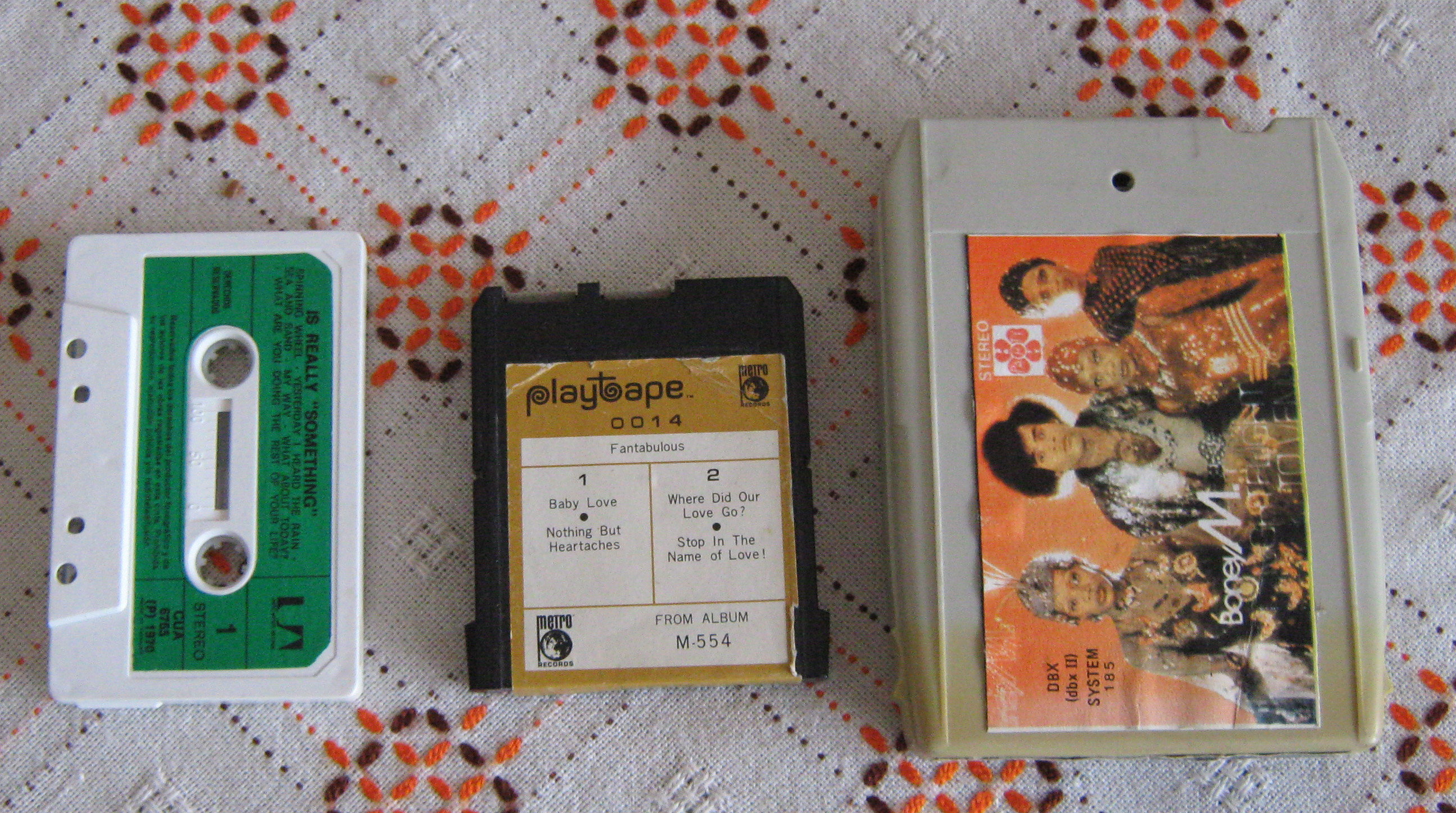
Größenvergleich Kompaktkassette, PlayTape und 8-Track

PlayTape ist ein Tonbandkassettenformat, eingeführt 1966 in den USA von Frank Stanton. PlayTape ist ein Zweispursystem auf Endloskassetten. Es wurde als kompakte Konkurrenz zum Fidelipac eingeführt. Die PlayTape-Kassette benutzt 3,175 mm (⅛″) breites Tonband. Das Band befindet sich wie beim Fidelipac oder 8-Spur-Kassetten auf einem Endloswickel nach Bernard Cousino.
Die Spielzeit der 57,15 mm × 95,25 mm (2¼″ × 3¾″) großen Kassetten beträgt zwischen 8 und 24 Minuten über zwei Kanäle in Mono. Stereo war geplant, so bespielte Kassetten wurden aber nie angeboten. Die PlayTape-Kassetten verkauften sich anfangs sehr gut; so gab es 1968 bereits Kassetten mit Aufnahmen von über 3000 Künstlern.
Zur Markteinführung von PlayTape 1966 hatten Schallplatten oder Tonbänder die eindeutig bessere Tonqualität, waren aber für unterwegs weniger geeignet. In Europa konkurrierten die Compact Cassette von Philips und die DC-International-Kassette der Grundig AG um diesen Markt, in den USA konkurrierten Stereo-Pak („4-Track“) und das 8-Spur-Kassetten-System von Bill Lear. PlayTape gelang es, für kurze Zeit die Nische zu füllen und mobile Abspielgeräte für unterwegs und für das Auto zu produzieren. Besonders Jugendliche kauften die preiswerten Abspielgeräte und Kassetten. Ab 1968 verdrängten 8-Spur-Kassetten-Geräte für Heim und Auto PlayTape in den USA vom Markt.
Der einzige Autohersteller, der serienmäßig Fahrzeuge mit einem PlayTape-Abspielgerät ausstatte, war Volkswagen. Diese Radios sind heute seltene Sammlerobjekte.

## Mail Call
1967 benutzte Smith Corona (SCM) dieses Kassettenformat für seinen Mail Call, ein in der Gestaltung des Gehäuses an ein Telefon angelehntes Gerät, das das PlayTape-Laufwerk eingebaut hatte und dazu gedacht war, die PlayTape-Kassetten als Leerkassetten mit Aufnahmenzeiten von 3, 6 und 10 Minuten als gesprochenen Brief mit vergleichsweise günstigem Porto zu versenden. Das Endlosband war durch Schaltband markiert, um den Anfang der Aufzeichnung nicht zu überschreiben. Im Jahr 1967 kostete ein 10-Minuten-Ferngespräch innerhalb der USA über AT&T 5,50 USD netto, was heute 45 USD netto entsprechen würde. Drei Minuten eines Auslandstelefonats kosteten 12 USD (heute wären das 97 USD).

## Hipac
Hipac war ein deutlich auf PlayTape angelehntes Kassettenformat, das 1971 in Japan auf den Markt kam und nach zwei Jahren vom Markt gedrängt verschwand. Mitte der 1970er Jahre wurde die Weiterentwicklung in Kinderspielzeug zum Lernen benutzt.